# The Trapper's Daughter (film 1911 Sturgeon)
The Trapper's Daughter è un cortometraggio muto del 1911 diretto da Rollin S. Sturgeon.

## Produzione
Il film fu prodotto dalla Vitagraph Company of America.

## Distribuzione
Distribuito dalla General Film Company, uscì nelle sale cinematografiche statunitensi il 13 giugno 1911.